# Symmachia asclepia
Symmachia asclepia är en fjärilsart som beskrevs av William Chapman Hewitson 1870. Symmachia asclepia ingår i släktet Symmachia och familjen Riodinidae. Inga underarter finns listade i Catalogue of Life.